# Sławomir Janicki (łyżwiarz figurowy)
Sławomir Janicki (ur. 30 czerwca 1980 w Łodzi) – polski łyżwiarz figurowy, startujący w parach tanecznych z Agnieszką Dulej. Uczestnik mistrzostw świata i Europy, medalista zawodów międzynarodowych oraz dwukrotny wicemistrz Polski (2003, 2004). Zakończył karierę sportową w 2004 roku.

## Osiągnięcia

### Z Agnieszką Dulej
| Zawody                                | 00–01          | 01–02          | 02–03          | 03–04          |                |                |                |                |                |                |                |                |                |                |                |                |                |
| Międzynarodowe                        | Międzynarodowe | Międzynarodowe | Międzynarodowe | Międzynarodowe | Międzynarodowe | Międzynarodowe | Międzynarodowe | Międzynarodowe | Międzynarodowe | Międzynarodowe | Międzynarodowe | Międzynarodowe | Międzynarodowe | Międzynarodowe | Międzynarodowe | Międzynarodowe | Międzynarodowe |
| ------------------------------------- | -------------- | -------------- | -------------- | -------------- | -------------- | -------------- | -------------- | -------------- | -------------- | -------------- | -------------- | -------------- | -------------- | -------------- | -------------- | -------------- | -------------- |
| Mistrzostwa świata                    |                |                | 27             |                |                |                |                |                |                |                |                |                |                |                |                |                |                |
| Mistrzostwa Europy                    |                |                | 21             | 21             |                |                |                |                |                |                |                |                |                |                |                |                |                |
| Finlandia Trophy                      |                |                |                | 8              |                |                |                |                |                |                |                |                |                |                |                |                |                |
| Golden Spin of Zagreb                 |                |                | 10             |                |                |                |                |                |                |                |                |                |                |                |                |                |                |
| Memoriał Karla Schäfera               |                |                |                | 9              |                |                |                |                |                |                |                |                |                |                |                |                |                |
| Memoriał Pavla Romana                 |                |                | 5              |                |                |                |                |                |                |                |                |                |                |                |                |                |                |
| Nebelhorn Trophy                      |                | 13             |                | 10             |                |                |                |                |                |                |                |                |                |                |                |                |                |
| Skate Helena                          |                | 2              |                |                |                |                |                |                |                |                |                |                |                |                |                |                |                |
| Międzynarodowe: Kategorie młodzieżowe |                |                |                |                |                |                |                |                |                |                |                |                |                |                |                |                |                |
| JGP w Czechach                        | 13             |                |                |                |                |                |                |                |                |                |                |                |                |                |                |                |                |
| JGP w Norwegii                        | 10             |                |                |                |                |                |                |                |                |                |                |                |                |                |                |                |                |
| Autumn Trophy                         | 4 J            |                |                |                |                |                |                |                |                |                |                |                |                |                |                |                |                |
| Krajowe                               |                |                |                |                |                |                |                |                |                |                |                |                |                |                |                |                |                |
| Mistrzostwa Polski                    | 3              | 3              | 2              | 2              |                |                |                |                |                |                |                |                |                |                |                |                |                |

### Z Kamilą Przyk
| Mistrzostwa świata juniorów | 24 |